# Liste der Bodendenkmale in Allstedt
In der Liste der Bodendenkmale in Allstedt sind alle Bodendenkmale der Stadt Allstedt und ihrer Ortsteile aufgelistet. Grundlage ist die Veröffentlichung der Landesdenkmalliste mit Stand vom 25. Februar 2016.  Die Baudenkmale sind in der Liste der Kulturdenkmale in Allstedt aufgeführt.
| Denkmal-ID | Fundart             | Ortsteil             | Bezeichnung                                    | Zeitstellung         | Lage | Bemerkungen | Bild |
| ---------- | ------------------- | -------------------- | ---------------------------------------------- | -------------------- | --- | --- | ---- |
| 428300409  | Befestigung > Burg  | Allstedt             | Talrandburg „Schloss Allstedt“                 | Mittelalter          | 0,5 km östlich vom Ort (Lage)                                                                                      | Die im 9. und 10. Jh. genannte Burg und Pfalz Allstedt ist durch spätmittelalterliche und neuzeitliche Bebauung stark verändert. |      |
| 428300408  | Befestigung > Burg  | Allstedt             | Talrandburg „Alteburg“                         | Mittelalter          | 2,5 km vom Ort (Lage)                                                                                              | Das Gelände ist in seiner Gesamtheit durch starken Baum- und Pflanzenbewuchs schwer zugänglich. |      |
| 428300410  | Befestigung > Burg  | Allstedt             | Befestigung „Dom“                              | Mittelalter          | östlicher Teil des Ortes, ovale Straßenführung rund um die Wipertikirche (Lage)                                    | Ursprüngliche Befestigung nicht mehr erhalten, komplett überbaut. |      |
| 428300411  | Grabmal > Grabhügel | Allstedt-Staatsforst | Hügelgräber „Hagen“                            | Bronzezeit           | 1,0 km nordöstlich vom Ort, Gruppen von 40 Hügeln (Lage)                                                           | |      |
| 428311105  | Grabmal > Grabhügel | Allstedt             | Hügelgräberfeld, 17 Grabhügel                  | undatiert            | Allstedt-Staatsforst, ca. 600 m östlich vom Sportplatz Allstedt im Wald (Lage)                                     | |      |
| 428300412  | Grabmal > Grabhügel | Allstedt-Staatsforst | Hügelgräber „Teilholz“-1                       | Neolithikum          | 2,0 km südöstlich vom Ort, Gruppe von sechs Hügeln (Lage)                                                          | |      |
| 428300413  | Grabmal > Grabhügel | Allstedt-Staatsforst | Hügelgräber „Teilholz“-2                       | Neolithikum          | 2,1 km südöstlich vom Ort, Gruppe von drei Hügeln (Lage)                                                           | |      |
| 428311104  | Grabmal > Grabhügel | Allstedt-Staatsforst | Hügelgräbergruppe                              | Neolithikum          | Ortsausgang Allstedt, Richtung Lodersleben (L219) ca. 250 m südöstlich im Wald (Lage)                              | vier Grabhügel |      |
| 428311106  | Grabmal > Grabhügel | Allstedt-Staatsforst | Grabhügelgruppe, drei Grabhügel                | Neolithikum          | ca. 1,8 km östlich von Ortskern Allstedt, ca. 700 m nördl. der L219 (Lage)                                         | |      |
| 428311102  | Grabmal > Grabhügel | Allstedt-Staatsforst | vier Grabhügel                                 | Neolithikum          | ca. 1,7 km östlich der Ortslage „Winkel“, ca. 500 m nördl. der L219 (Lage)                                         | |      |
| 428311107  | Grabmal > Grabhügel | Allstedt-Staatsforst | Grabhügel                                      | Neolithikum          | ca. 2,5 km vom Ortsausgang Allstedt in Richtung Lodersleben, ca. 320 m nördl. der L219 (Lage)                      | |      |
| 428311109  | Grabmal > Grabhügel | Allstedt-Staatsforst | Hügelgräbergruppe                              | Neolithikum          | ca. 2,1 km östlich von Ortslage „Winkel“ im Wald, ca. 350 m nördl. der L219 (Lage)                                 | zwei Grabhügel |      |
| 428311101  | Grabmal > Grabhügel | Allstedt-Staatsforst | Hügelgräbergruppe, zwei Grabhügel              | undatiert            | ca. 1,5 km vom Ortsausgang Allstedt, Lodersleben (L219), 300 m nordöstlich im Wald ()                              | |      |
| 428311100  | Grabmal > Grabhügel | Allstedt-Staatsforst | Grabhügelgruppe, drei Grabhügel                | Neolithikum          | 180 m südlich von Fpl.1 ()                                                                                         | |      |
| 428311108  | Grabmal > Grabhügel | Allstedt-Staatsforst | Grabhügel                                      | Neolithikum          | ca. 1,2 km nordwestlich vom Ortskern Landgrafroda ein einzelner Grabhügel ()                                       | starker Baum- und Pflanzenbewuchs, Erhaltungszustand ansonsten gut |      |
| 428311103  | Grabmal > Grabhügel | Allstedt-Staatsforst | Grabhügel                                      | Neolithikum          | ca. 2,0 km östlich der Ortslage „Winkel“ im Wald ()                                                                | |      |
| 428300418  | Befestigung > Burg  | Beyernaumburg        | Spornburg „Schloss“                            | Mittelalter          | nordöstlicher Ortsteil (Lage)                                                                                      | Die im 9. und 10. Jh. genannte Burg ist durch neuzeitliche Bauten (Schloss und Gebäude) stark verändert. |      |
| 428300419  | Befestigung > Wall  | Beyernaumburg        | Landwehr                                       | Mittelalter          | 1,2 km westlich vom Ort (Lage)                                                                                     | mehrstufige, bermenartig angelegte Landwehr beiderseits des Tales bzw. Weges |      |
| 428300420  | Grabmal > Grabhügel | Beyernaumburg        | Hügelgräberfeld, 70 Grabhügel Kuhberg          | Neolithikum          | 1,5 km westlich vom Ort, eine Gruppe von 70 Hügeln zwischen Landwehr und Eisenbahn (Lage)                          | |      |
| 428300421  | Grabmal > Grabhügel | Beyernaumburg        | fünf Hügelgräber                               | Neolithikum          | 0,5 km nördlich vom Ort (Lage)                                                                                     | |      |
| 428300422  | Grabmal > Grabhügel | Beyernaumburg        | Hügelgräber „Rehagen“                          | Neolithikum          | 1,5 km nordöstlich vom Ort, Gruppe von sieben Hügeln, 0,5 km südwestlich davon großer Hügel „Rittergrab“ (Lage)    | |      |
| 428311052  | Befestigung > Wall  | Beyernaumburg        | Befestigung, kleine Ringwall-Graben-Anlage     | undatiert            | ca. 500 m nord-nordöstlich vom Schloss Allstedt (Lage)                                                             | im Gelände kaum wahrnehmbar, durch Harvesterüberfahrung stark überprägt, starker Baum- und Pflanzenbewuchs, Wall nur im Osten noch einigermaßen gut erfassbar.                                                                                          |      |
| 428311048  | Grabmal > Grabhügel | Beyernaumburg        | Hügelgräbergruppe, sieben Grabhügel            | undatiert            | Das Gelände ist insgesamt sehr uneben und durch moderne Bodeneingriffe sowie Forstwirtschaft stark gestört. (Lage) | |      |
| 428311050  | Grabmal > Grabhügel | Beyernaumburg        | Hügelgräber, neun Grabhügel                    | undatiert            | ca. 1,0 km nordöstlich von Beyernaumburg (Lage)                                                                    | |      |
| 428311049  | Grabmal > Grabhügel | Beyernaumburg        | Hügelgräbergruppe, acht Grabhügel              | undatiert            | ca. 700–900 m östlich der Spornburg, im Wald oberhalb der Ortslage (Lage)                                          | Das Gelände ist insbesondere durch die dichte Vegetation sehr unübersichtlich. |      |
| 428311051  | Befestigung > Wall  | Beyernaumburg        | Befestigung, kleine Ringwall – Graben – Anlage | undatiert            | ca. 600 m nordöstlich vom Schloss Allstedt (Lage)                                                                  | im Gelände kaum wahrnehmbar |      |
| 428300426  | Wüstung             | Emseloh              | Wüstung „Schraubishain“                        | Völkerwanderungszeit | 1,2 km südöstlich vom Ort mit rechteckiger Dorfumwallung (Lage)                                                    | Die äußere Dorfumwallung ist abschnittsweise noch gut erkennbar. |      |
| 428300441  | Grabmal > Grabhügel | Mittelhausen         | Grabhügel „Warme Riese“                        | Neolithikum          | 1,5 km nordwestlich vom Ort, mehrschichtiger Grabhügel (Lage)                                                      | im 19. Jh. gestört, vermutlich ein ehemals großer Grabhügel, jetzt stark verflacht, nur noch vage erkennbar. |      |
| 428300447  | Grabmal > Grabhügel | Nienstedt            | Grabhügel                                      | Neolithikum          | 1,0 km südlich vom Ort, westlich der Straße nach Allstedt, direkt an der BAB 38 (Lage)                             | bis dicht heran gepflügt, aber sonst relativ ungestört |      |
| ?          | Grabmal > Grabhügel | Nienstedt            | Grabhügelrest                                  |                      | 1,0 km südlich vom Ort, 140 m nordwestlich von Grabhügel 428300447 (Lage)                                          | |      |
| 428300427  | Wüstung             | Pölsfeld             | Wüstung „Schobesfeld“                          | Mittelalter          | 3,0 km nördlich vom Ort, mit rechteckiger Dorfeinfriedung (Lage)                                                   | Liegt in der oberen Pfaffenfahrt, 325 m über der Ruine einer romanischen Kirche ca. 16 × 6 m. Reste des Kirchturms von einer Linde bewachsen. Umriss des Kirchenschiffs noch erkennbar. Gelände umschloss einen Wallgraben, davon Abschnitte erkennbar. |      |
| 428300449  | Befestigung > Wall  | Pölsfeld             | Viereckschanze „Annaschlößchen“                | Mittelalter          | 2,0 km westlich vom Ort (Lage)                                                                                     | |      |
| 428300477  | Befestigung > Burg  | Wolferstedt          | Flacher Burghügel                              | Mittelalter          | im Ort um die Kirche, modern überbaut (Lage)                                                                       | Kaum noch erkennbare Strukturen. Durch Bebauung sehr stark überprägt. |      |